# Gigors-et-Lozeron
Gigors-et-Lozeron é uma comuna francesa na região administrativa de Auvérnia-Ródano-Alpes, no departamento de Drôme. Estende-se por uma área de 35,27 km². Em 2010 a comuna tinha 213 habitantes (densidade: 6 hab./km²).